# 村川透
村川 透（むらかわ とおる、本名：高橋 透（たかはし とおる）、旧姓：村川、1937年（昭和12年）3月22日 - ）は、日本の映画監督・音楽家。別名：山形 透。山形県村山市出身。山形県立山形南高等学校、福島大学経済学部卒業。実父は国文学研究者の村川幹太郎。長兄は指揮者の村川千秋。

## 来歴・人物
村山郡館林藩領内の里正の血筋であり、江戸前期に活躍した俳人・村川素英の子孫にあたる。福島大学卒業後の1959年、日活に入社し営業部に所属するも、方向性の不一致から同年に退社し、翌年に演出部へ復職。社内では舛田利雄、中平康、西河克己、森永健次郎、社外では貞永方久、森谷司郎らの助監督を務め、『伊豆の踊子』『あゝひめゆりの塔』『嵐の勇者たち』など多数の作品に参加。特に日米合同スタッフによる戦争大作『トラ・トラ・トラ!』では、日本側演出部総チーフ（ノンクレジット）として現場を取り仕切った。この間に結婚し、鋳物職人高橋敬典（後の人間国宝）の婿養子となる。
1972年、監督デビュー作である『白い指の戯れ』（脚本∶神代辰巳）が日活ロマンポルノ映画としては初めてキネマ旬報ベストテンにランクインする高評価を受けるが、続く『官能地帯 悲しみの女街』『哀愁のサーキット』の2本が不振に終わり、ほどなくして日活を退社。郷里の山形に戻り、義父・敬典の経営する山正鋳造の営業役員を務める傍ら、山形青年会議所の文化部理事にも就任し、兄・千秋による山形交響楽団の設立運動に携わった。1976年に恩師の舛田と日本テレビプロデューサー・山口剛らの計らいにより、テレビドラマ『大都会 闘いの日々』で監督復帰。この時にゲストとして起用した松田優作とは映画監督復帰作となる『最も危険な遊戯』をはじめ、『野獣死すべし』やテレビドラマ『探偵物語』『華麗なる追跡』など多数の作品でコンビを組むこととなる。1979年以降は当時若手プロデューサーだった角川春樹や奥山和由の下で『白昼の死角』『蘇える金狼』『凶弾』などのメジャー配給作品にも進出。テレビでも『大都会 PARTII』『あぶない刑事』『はみだし刑事情熱系』『暴れん坊将軍』などの人気シリーズを手掛けた。
松田優作没後も多くの作品を発表し続け、出身地の山形県村山市では「村川透映画祭」が開催されている。また、舞台を中心に活動していた柴田恭兵を『大都会 PARTII』のゲスト出演に推薦、その後『大追跡』のレギュラーに起用され、その人気を全国区へ広げたことでも知られている。
クラシック、ジャズ、ポップス問わず音楽方面への造詣が深いことでもよく知られ、自らもアマチュアサクソフォニストとして活動。日活時代には演奏者として劇伴のレコーディングに参加することもあった。後に『遊戯』シリーズなどで組む作曲家・キーボーディストの大野雄二とは当時からの旧知であったという。
また、目撃者役、人質役、タクシー運転手役など自作へのカメオ出演が多いことでも有名である。山形透の芸名を用い、出演者として直接クレジットされることも多い。
2014年6月、東日本大震災で損壊した生家を解体し、跡地に60人収容の私設多目的ホール「アクトザールM.」を開設した。

## 主な監督作品

### 劇場映画
- 白い指の戯れ（1972年6月7日 / 日活） 兼 脚本
- 官能地帯 哀しみの女街（1972年9月16日 / 日活）
- 哀愁のサーキット（1972年12月27日 / 日活） 兼 脚本
- 最も危険な遊戯（1978年4月8日 / 東映セントラルフィルム、東映芸能ビデオ）
- 殺人遊戯（1978年12月2日 / 東映セントラルフィルム）
- 白昼の死角（1979年4月17日 / 東映）
- 蘇える金狼（1979年8月4日 / 角川春樹事務所、東映）
- 処刑遊戯（1979年11月17日 / 東映セントラルフィルム）
- 薔薇の標的（1980年4月26日 / 東映）
- 野獣死すべし（1980年10月4日 / 角川春樹事務所、東映）
- 獣たちの熱い眠り（1981年9月12日 / 東映、徳間書店）
- 凶弾（1982年9月15日 / 松竹映像、富士映画）
- シングル・ガール（1983年6月4日 / 松竹） 兼 脚本
- 聖女伝説（1985年3月23日 / 松竹富士）
- 侠女十三妹（1986年11月11日 / 東京国際ファンタスティック映画祭実行委員会、北京電影制片廠、ツジオプチカル研究所） - 中国・日本合作 / 共同監督:楊啓天
- 行き止まりの挽歌 ブレイクアウト（1988年7月30日 / にっかつ）
- もっともあぶない刑事（1989年4月22日 / 東映、日本テレビ放送網、セントラル・アーツ、キティ・フィルム）
- 押忍!!空手部（1990年3月17日 / エクセレント・クリエイティブ）
- BEST GUY（1990年12月15日 / 東映、ウイングス・ジャパン、東北新社、三井物産） 兼 脚本
- よるべなき男の仕事・殺し（1991年11月16日 / ニューウェーヴ、T.P.Nプロジェクト）
- あぶない刑事リターンズ（1996年9月14日 / 東映、日本テレビ放送網）
- まむしの兄弟（1997年11月22日 / ジャパン・アート）
- さらば あぶない刑事（2016年1月30日 / 日本テレビ放送網、東映、木下グループ ほか）

### ビデオ映画
- 野獣都市 天使の囁き（1991年 / TBS）
- 復讐の掟 ROGUE COP（1992年 / 東映ビデオ）
- 復讐は俺がやる DISTANT JUSTICE（1992年 / 東映ビデオ、東北新社）
- ニューヨーク・アンダーカバー・コップ（1993年 / 東映ビデオ、東北新社）

### テレビドラマ
連続
- 大都会シリーズ（日本テレビ、石原プロモーション）
  - 大都会 闘いの日々（1976年）
  - 大都会 PARTII（1977年 - 1978年）
  - 大都会 PARTIII（1978年 - 1979年）
- 大追跡（1978年 / 日本テレビ、東宝株式会社）
- 探偵物語（1979年 - 1980年 / 日本テレビ、東映芸能ビデオ）
- 西部警察シリーズ（1979年 - 1984年 / テレビ朝日、石原プロモーション）
- 大激闘マッドポリス'80（1980年 / 日本テレビ、東映）
- キャンパス・アクション 探偵同盟（1981年 / フジテレビ、セントラル・アーツ、加山プロモーション）
- プロハンター（1981年 / 日本テレビ、セントラル・アーツ）
- ただいま絶好調!（1985年 / テレビ朝日、石原プロモーション）
- 迷宮課刑事おみやさん（1985年 / 朝日放送、スタッフアズバーズ）
- あぶない刑事（1986年 - 1987年 / 日本テレビ、セントラル・アーツ）
- 六本木ダンディーおみやさん（1987年 / 朝日放送、スタッフアズバーズ）
- あきれた刑事（1987年 - 1988年 / 日本テレビ、セントラル・アーツ）
- ベイシティ刑事（1987年 - 1988年 / テレビ朝日、東映）
- はぐれ刑事純情派シリーズ（1988年 - 1995年 / テレビ朝日、東映）
- さすらい刑事旅情編シリーズ（1988年 - 1994年 / テレビ朝日、東映）
- ゴリラ・警視庁捜査第8班（1989年 - 1990年 / テレビ朝日、石原プロモーション、第一企画）
- 代表取締役刑事（1991年 / テレビ朝日、石原プロモーション、第一企画）
- はだかの刑事（1993年 / 日本テレビ、東映）
- 名奉行遠山の金さんシリーズ（1994年 - 1996年 / テレビ朝日、東映）
- 風の刑事・東京発!（1995年 / テレビ朝日、東映）
- 将軍の隠密!影十八（1996年 / テレビ朝日、東映）
- 刑事追う!（1996年 / テレビ東京、東映）
- さむらい探偵事件簿（1996年 - 1997年 / 日本テレビ、ユニオン映画）
- はみだし刑事情熱系シリーズ（1996年 - 2004年 / テレビ朝日、東映）
- 暴れん坊将軍シリーズ（1997年 - 2001年 / テレビ朝日、東映）
- おみやさんシリーズ（2002年 - 2009年 / テレビ朝日、東映）

単発
- 火曜サスペンス劇場（日本テレビ）
  - ハムレットは行方不明（1981年12月 / セントラル・アーツ）
  - 死を抱く女（1982年4月 / 松竹）
  - 女子高校生への鎮魂歌（1983年3月 / セントラル・アーツ）
  - 二人の女（1983年12月 / 円谷プロダクション）
  - 見知らぬ夫（1986年7月 / 国際放映）
  - 戸籍のない夫婦（1986年9月 / ヴァンフィル）
  - 名無しの探偵3 愛の復讐（1987年2月、スタッフアズバーズ）
  - 安比高原 十和田湖連続殺人事件（1987年11月 / にっかつ撮影所）
  - 女監察医室生亜季子17「薬殺」（1994年12月 / 東映）
  - おかしな夫婦シリーズ（1995年 - 1997年 / 東映）
  - 街の医者・神山治郎（2001年2月 / 東映）
- 月曜ドラマスペシャル（TBS）
  - 京都貴船連続殺人（1996年1月 / 東映）
- 金曜エンタテインメント（フジテレビ）
  - 釣りデカ事件簿 海の密室殺人事件（1997年2月 / 東映）
- 土曜ワイド劇場（テレビ朝日）
  - 天使と悪魔の美女（1983年1月 / 朝日放送、松竹）
  - 呪いのマネキン人形（1984年8月 / 円谷プロダクション）
  - 炎の中の美女（1984年11月 / 朝日放送、松竹）
  - 結婚って何さ殺人事件（1986年9月 / 東映）
  - 左きき女の華麗な殺意（1986年9月 / 大映映像）
  - カルチャースクール連続殺人事件（1987年1月 / 朝日放送、スタッフアズバーズ）
  - 東京原宿ハウスマヌカン連続殺人（1987年6月 / 朝日放送、スタッフアズバーズ）
  - 密室の死重奏（1987年8月 / 松竹）
  - 日時計館の美女（1988年5月 / 朝日放送、松竹）
  - 信じますか?世にも不思議な物語（1988年7月 / 朝日放送、スタッフアズバーズ）
  - 神戸六甲 まぼろしの美女（1989年8月 / 朝日放送、松竹）
  - 同時殺人トリック!軽井沢～東京スターダスト殺人事件（1991年6月 / 東映）
  - 探偵事務所1 依頼人が消えていく・・・（1994年10月 / 東映）
  - 西村京太郎トラベルミステリーシリーズ（2001年 - / 東映）
  - 鉄道捜査官シリーズ（2002年 - / 朝日放送、ViViA）
    - 鉄道捜査官(18)「東京～日光・鬼怒川をめぐる鉄道写真の謎」日曜プライム（2018年5月13日）

  - さくら署の女たち（2006年9月 / 東映）
  - 新・棟居刑事シリーズ（2008年 - / 東宝）
  - 越境捜査シリーズ（2008年 - 2011年 / 東映）
- 火曜スーパーワイド（テレビ朝日）
  - 伊豆展望列車（1989年6月、東映）
- 火曜ミステリー劇場（テレビ朝日）
  - 十津川警部の対決（1991年3月 / 東映）
- 華麗なる追跡 THE CHASER（1989年10月 / 日本テレビ、セントラル・アーツ）
- 伊勢湾・鳥羽・・・海からの招待状（1991年4月 / 関西テレビ、東映）
- 試すなかれ（1992年2月 / 関西テレビ、東映）
- 素浪人 花山大吉（1995年4月 / テレビ朝日、東映）
- 日曜洋画劇場（テレビ朝日）
  - 西部警察スペシャル 爆破炎上5秒前…凶悪テロに挑む決死の戦い！（2004年10月 / 石原プロモーション）
- SP 警視庁警護課シリーズ（2011年 - 2012年 / テレビ朝日、東映）

### テレビドキュメンタリー
- 木曜スペシャル ADMIRAL'S CUP ‐1977‐ 裕次郎は燃えた!（1977年9月22日 / 日本テレビ、石原プロモーション）

### 作詞
- 海は女の涙（唄：石川セリ / 作編曲：樋口康雄）
- 村山市立楯岡中学校校歌（作曲：高橋誠也）

### 番組出演
- ズームイン!!朝!（1998年 / 日本テレビ） - 「投稿ビデオ大賞」ゲスト審査員

### その他
- オイディプスの刃（1976年公開予定 / 角川春樹事務所）

松田優作主演作品だったが、フランスロケ中に製作中止となった。後に成島東一郎監督、古尾谷雅人主演で再び企画の後、1986年に完成・公開された。
- ルパン三世 アニメ劇場版第5作（日本テレビ、東京ムービー新社 ほか）

東京ムービーの要請により総監督として企画に参加。自らも脚本に丸山昇一を推挙するなど積極的に関わっていたが、日本テレビが推薦する伊藤俊也の登板が決定し途中離脱。映画は1995年に『ルパン三世 くたばれ!ノストラダムス』として公開された。
- さくらんぼテレビ「FNSドキュメンタリー大賞 ～生きるよすがを求めて～映画監督 村川透のふるさと納税～」（2018年）

村川の、「アクトザールM．」を通じた故郷への思いを描いたドキュメンタリー作品。

## 関係人物
- 村川千秋（指揮者）《実兄》
- 舛田利雄（映画監督）
- 松田優作（俳優）
- 柴田恭兵（俳優）
- 仙元誠三（カメラマン）
- 柏原寛司（脚本家）
- 原隆仁（映画監督）
- 緒方博（カメラマン）
- 黒澤満（映画プロデューサー）
- 大野雄二（作曲家）
- 羽田健太郎（作曲家）
- 鈴木清司（音楽プロデューサー）

## 参考資料
- 山本俊輔、佐藤洋笑『映画監督 村川透  和製ハードボイルドを作った男』DO BOOKS（原著2016-1-23）。ISBN 9784907583705。